# Triocnemis
Triocnemis là một chi bướm đêm thuộc họ Noctuidae.

## Các loài
- Triocnemis saporis Grote, 1881